# Can Calderó Vell
Can Calderó Vell és una masia de Riudellots de la Selva (Selva) inclosa a l'Inventari del Patrimoni Arquitectònic de Catalunya.

## Descripció
Està situada entre camps de fruiters dins d'un tancat de reixa metàl·lica. És un edifici de planta rectangular i tres pisos amb vessant a façana del que es distingeixen diverses fases de construcció.
La construcció primitiva era de tres naus amb vessant a laterals. Actualment es conserva el portal adovellat de mig punt i la finestra gòtica d'arc conopial dentat amb arquets sobre impostes amb motius vegetals. Al costat dret trobem una altra obertura més petita amb relleu d'arc conopial i motiu floral al centre. També trobem un contrafort perpendicular a la façana que probablement es va fer en realitzar l'ampliació i modificació del cos original.
Al segle xviii es va portar a terme l'ampliació afegint un altre pis, allargant el cos de la construcció i canviant el sentit de la coberta per unificar tota l'edifici. Aquest nou cos presenta un portal amb llinda monolítica amb la inscripció “JOAN CHALDERO. 1707” i el dibuix d'un calderó. Al primer pis hi ha tres obertures amb balcó de barana de ferro forjat i les del segon són rectangulars senzilles. A l'interior hi ha la capella de la Mare de Déu del Roser, identificable des de l'exterior gràcies al campanar d'espadanya d'arc de mig punt de rajol, i a la que s'hi accedeix per una escala adossada al mur.
En aquest mateix costat dret encara hi trobem un altre cos de dues plantes destinat a serveis que segurament ja és del segle xix.

## Història
Can Calderó Vell era la casa pairal dels Calderó que van ser uns dels grans propietaris de Riudellots al segle xviii i que posteriorment van fer a pocs metres la gran casa senyorial avui coneguda com a Can Calderó Nou.